# H. C. Potter
Pour les articles homonymes, voir Henry Codman Potter.
Henry Codman Potter II, plus connu sous le nom de H. C. Potter, né le 13 novembre 1904 à New York, État de New York, et mort le 31 août 1977 à Southampton, État de New York,  est un réalisateur et scénariste américain.

## Biographie
H.C. Potter est né en 1904 à New York, il est le petit-fils de l'évêque de l'Église épiscopale des États-Unis Henry Codman Potter. En 1936, il a été diplômé de l'université Yale. De 1927 à 1935, il a mis en scène de nombreuses productions de Broadway, puis est allé à Hollywood, où il a dirigé plus de 20 films et a acquis une réputation de spécialiste des comédies.
En 1926, il a épousé Annie Wylie Lucilla, avec qui il a eu trois fils (Daniel J. Potter, Robert A. Potter et Earl Wylie Potter).
En 1958, il a pris sa retraite de l'industrie du cinéma et a fondé à New York une société de production de scène avec Richard Meyers, ville où il est décédé en  1977.
Cet excellent technicien est passé à la notoriété avec son film Hellzapoppin réalisé en 1941, qui est considéré comme l'un des chefs-d'œuvre de l'absurde.

## Filmographie

### Comme réalisateur
- 1936 : L'Ennemie bien-aimée (Beloved Enemy)
- 1937 : À l'est de Shanghaï (Wings Over Honolulu)
- 1938 : Hollywood en folie (The Goldwyn Follies), non crédité
- 1938 : Romance in the Dark
- 1938 : L'Ange impur (The Shopworn Angel)
- 1938 : Madame et son cowboy (The Cowboy and the Lady)
- 1939 : La Grande Farandole (The Story of Vernon and Irene Castle)
- 1939 : Chantage (Blackmail)
- 1940 : Congo Maisie
- 1940 : Swing Romance (Second Chorus)
- 1941 : Hellzapoppin (Hellzapoppin')
- 1943 : Pile ou Face (Mr. Lucky)
- 1943 : Victoire dans les airs (Victory Through Air Power), réalisation collective
- 1947 : Ma femme est un grand homme (The Farmer's Daughter)
- 1947 : A Likely Story
- 1948 : Un million clé en main (Mr. Blandings Builds His Dream House)
- 1948 : Le Bar aux illusions (The Time of Your Life)
- 1948 : L'Extravagante Mlle Dee (You Gotta Stay Happy)
- 1950 : L'Histoire des Miniver (The Miniver Story)
- 1955 : Tout le plaisir est pour moi (Three for the Show)
- 1957 : Affaire ultra-secrète (Top Secret Affair)